# Udelgard Körber-Grohne

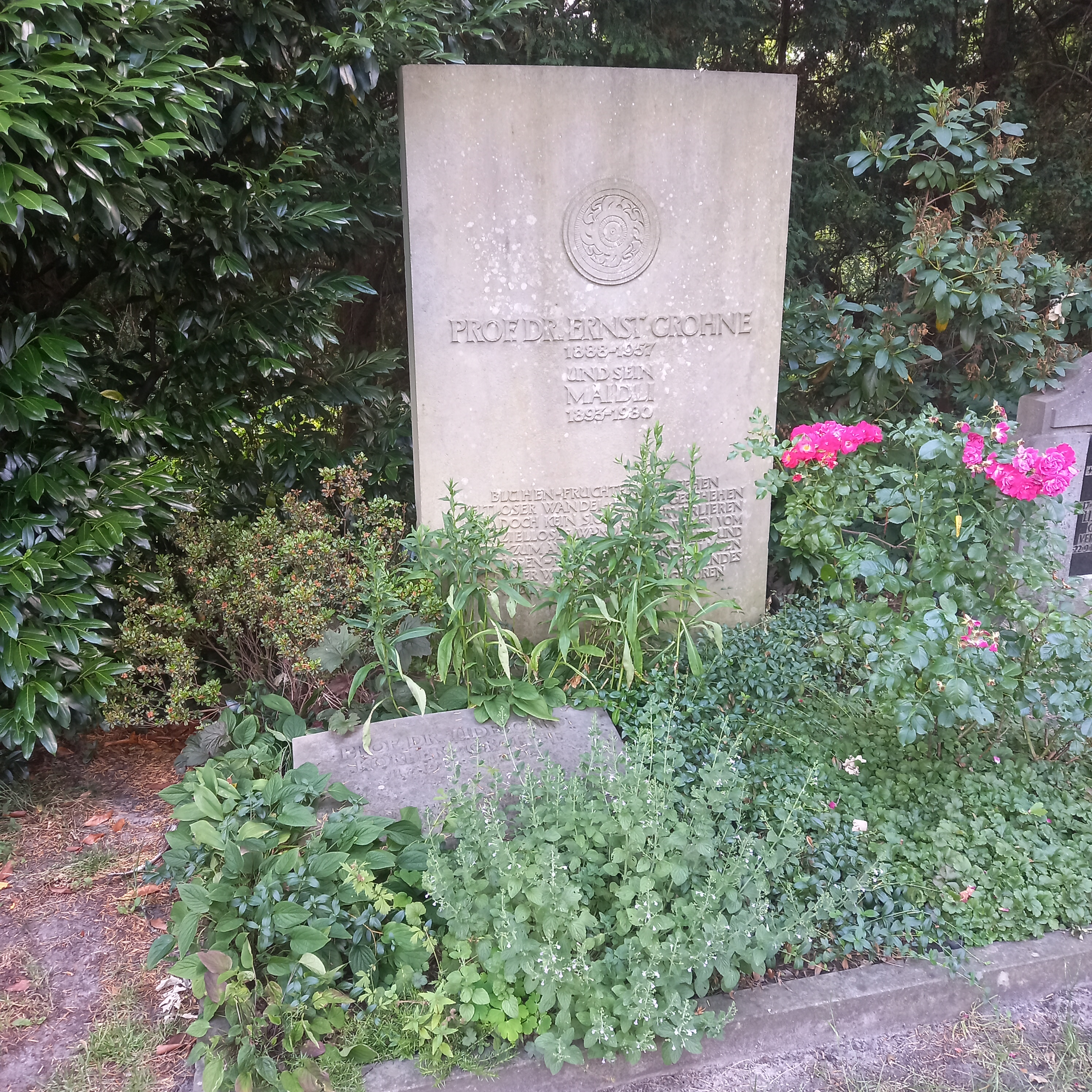
Das Grab von Udelgard Körber-Grohne im Familiengrab auf dem Riensberger Friedhof in Bremen

Udelgard Körber-Grohne (* 11. Juli 1923 in Hamburg; † 6. November 2014 in Wiesensteig) war eine deutsche Archäobotanikerin.

## Leben
Udelgard Körber-Grohne ist in Bremen aufgewachsen und studierte während des Zweiten Weltkriegs Biologie an der Ernst-Moritz-Arndt-Universität Greifswald, danach in Braunschweig. Bis zu ihrer Heirat war sie am Niedersächsischen Landesinstitut für Marschen- und Wurtenforschung in Wilhelmshaven tätig, wo sie im archäologischen Grabungsprojekt der Siedlung Feddersen Wierde die archäobotanische Auswertung übernahm.
Nach einer Familienpause und dem Tod ihres Mannes wechselte Körber-Grohne im Jahr 1970 an die Universität Hohenheim und wirkte am dortigen Botanischen Institut unter Burkhard Frenzel. In der Folgezeit engagierte sie sich für das Fachgebiet der Archäobotanik in Süddeutschland, wo diese Disziplin nach frühen Anfängen weitgehend verwaist war. Seit 1973 legte sie für die Landesdenkmalpflege Baden-Württemberg in zahlreichen wissenschaftlichen und populärwissenschaftlichen Publikationen Bearbeitungen von botanischem Material aus Grabungen des Landes vor. Sie habilitierte sich mit ihrer Forschungsarbeit über Feddersen Wierde und prägte mit ihren Publikationen und durch ihre Schüler ihr Fach nachhaltig. Aus einer von ihr gegründeten Arbeitsgruppe gingen namhafte, Archäobotaniker hervor. Bis zum Eintritt in den Ruhestand 1988 hatte sie an der Universität Hohenheim eine Professur inne.
Körber-Grohne war Mitglied des Deutschen Archäologischen Instituts.

## Ausgewählte Publikationen
- Geobotanische Untersuchungen auf der Feddersen Wierde (= Feddersen Wierde. Bd. 1). 2 Bände (Textbd. Tafelbd.). Franz Steiner, Wiesbaden 1967.
- Nutzpflanzen und Umwelt im römischen Germanien (= Kleine Schriften zur Kenntnis der römischen Besetzungsgeschichte Südwestdeutschlands. Bd. 21, ZDB-ID 236356-2). Gesellschaft für Vor- und Frühgeschichte in Württemberg und Hohenzollern e.V. u. a., Stuttgart 1979.
- Nutzpflanzen in Deutschland. Kulturgeschichte und Biologie. Theiss, Stuttgart 1987, ISBN 3-8062-0481-0.
- Pflaumen, Kirschpflaumen, Schlehen. Heutige Pflanzen und ihre Geschichte seit der Frühzeit. Theiss, Stuttgart 1996, ISBN 3-8062-1212-0.